# Crash Bandicoot: The Wrath of Cortex
Crash Bandicoot: The Wrath of Cortex — продовження відомої серії ігор про звіра на ім'я Креш бандікут. Дата виходу в США — 29 жовтня 2001 року. У Росії — листопад 2001 року. Цього разу гру розробляла не Naughty Dog, а компанія Traveller's Tales. гра вийшла на PlayStation 2. Креш знову належить взятися за порятунок світу, який вже вкотре хоче захопити Доктор Нео Кортекс. Цього разу він придумав план, куди хитромудріший, ніж раніше, але і цього разу Креш знову намагатиметься зламати плани божевільного доктора.

## Сюжет
Гра починається на космічній станції Доктора Нео Кортекс. Ука-Ука, злобний брат Аку-Аку, зібрав «злісний рада» — рада лиходіїв, серед яких Доктор Н. Джин, Доктор Нефаріус Тропе, Тигр Тіні, Дінгоділь і, звичайно, Доктор Нео Кортекс. Ука-Ука лається на всіх учасників зборів, показуючи графік їх злостивості, точніше те, що рівень цієї самої злості впав. Кортекс виправдовується, що він не винен в цьому, і доводить, що в цьому винен, як завжди, Креш бандікут. Далі доктор Н. Джин, звертаючись до Ука-Ука, говорить, що Кортекс працював над якимось секретним зброєю. Кортекс підтверджує це і пропонує новий хитромудрий план — він пропонує використовувати маски чотирьох стихій природи — Землі, Води, Вогню і Повітря і свій новий винахід — злий копію креш, але аж ніяк не Fake Crashу, а Кранч бандікут (англ. Crunch Bandicoot). Ука-Ука стверджує цей план.
Далі історія продовжується в місці проживання креш. Все як завжди — сонце, море і неробство головних героїв. Креш катається на водних лижах, Коко катається на своєму водному мотоциклі, Аку-Аку і Пура (англ. Pura) загарают на сонці. Раптом лунає незрозумілий звук, Аку-Аку схоплюється і вигукує: «Що трапилося?». Потім він зауважує прокинувся вулкан. Відразу ж ні з того ні з сього в небі (вже не над вулканом) з'являється величезна чорна хмара. Його помічає і Коко, і питає, конкретно ні до кого не звертаючись: «Що взагалі відбувається?». Вона повертається у бік Креш і кричить йому: «Креш, обережно!». Креш теж обертається і бачить величезну хвилю за собою. Хвиля зносить на берег Креш і Коко і ті, судячи з усього, якийсь час лежать без свідомості. Пізніше Аку-Аку і запитує: «Всі цілі?». Упевнившись у цьому, він заявляє що найімовірніше це новий план Ука-Ука.
Аку-Аку вирушає на космічний острів, який відомий по грі Crash Bash. Зустрівшись зі своїм злим близнюком він запитує: «Який план ти задумав цього разу?». Замість відповіді Ука-Ука сміється моторошним сміхом і поряд з ним з'являється чотири маски стихій. Аку-Аку заявляє, що Ука-Ука зійшов з розуму. Пі-Ро, маска вогню, наказує знищити маску-лікаря. Але Аку-Аку встигає переміщуватися. З'явившись в будинку креш, він розповідає про новий план Кортекс та Ука-Ука. Після розповіді Коко відводить усіх в якусь кімнату напічканую апаратурою. Вона каже, що це допоможе в пошуку кристалів, які, за заявою Аку-Аку, зможуть зупинити маски.
Завдання креш — зупинити Кортекс, Ука-Ука і маски стихій, а також таємничого Кранч.

## Геймплей
Геймплей практично не змінився з часів Crash Bandicoot 3: Warped. Однак гра зазнала деяких змін, наприклад тепер у грі присутня сила Рух Пішки (відмінно підходить для прогулянки по Nitro), інші сили залишилися колишні, тобто «подвійний стрибок», «супер обертання», «фруктова базука» і «супер біг» і «супер падіння», яке можна знайти, пройшовши платформу Червоного каменя. Також додалася нова коробочка — Коробка невидимості, яка з'являється в грі лише кілька разів, і може на декілька секунд зробити вас не тільки невидимим, але і безсмертним (використовується лише для проходження через лазери). Додається і новий транспорт, про нього буде сказано нижче. Коко бандікут цього разу є повністю іграбельним персонажем: тепер вона використовує сноуборд, міні-скутер, самокат і навіть на космічний корабель, а також тепер Коко може проходити рівні зовсім як Креш — просто ходьбою (але сили, які здобуває Креш не поширюються на Коко, за винятком «Супер падіння» і «Супер біг»).
Усього в грі 25 кристалів (які, як було згадано вище, потрібні для зупинки масок стихій), 42 каменю включаючи п'ять кольорових каменів, при пошуку яких доведеться попітніти, що в принципі не відрізняється від попередніх частин гри і 30 реліквій (сапфірові, золоті і платинові (25 з них у головній кімнаті решта 5 в секретній кімнаті, доступ до якої — з центру Warp Room)).

## Боси і сили
По суті босом чотирьох кімнат є один-єдиний Кранч, тільки кожен раз володіє різними силами різних стихій:
- Перша маска: Рок-ко (англ. Rok-Ko) — маска Землі. Чаклує Кранч кам'яний кокон. Сила — «рух пішки».
- Друга маска: Ва-Ва (англ. Wa-Wa) — маска Води. Робить Кранч схожим на стовп води і дає йому деяку магію. Сила — «подвійний стрибок».
- Третя маска: Пі-Ро (англ. Py-Ro) — маска Вогню. Перетворює Кранч на ходячу гору магми. Сила — «супер обертання».
- Четверта маска: Ло-Ло (англ. Lo-Lo) — маска Повітря. Перетворює Кранч в одне велике грозова хмара. Сила — «фруктова базука».
- Останній бос — Доктор Нео Кортекс. Заправляє усіма чотирма масками. Кранч виконають роль призовника масок. Сила — «супер біг».

## Транспорт
Гра рясніє різним транспортом, а саме:
- «Бабка-робот» — щось на кшталт бабки, тільки перетворена на робота. Використання: політ, обстріл противника.
- «Саморобний літак» — літак, зроблений з, з вигляду, очерету й парусини. Використання: політ, обстріл противника.
- «Космічний корабель» — нехитре винахід для Коко. Використання — політ, обстріл противника.
- «Портативний вертоліт» — винахід, з управління дуже схоже на Jet-pack з Crash Bandicoot 2: Cortex Strikes Back. Використання: політ.
- «Джип» — з'являється в грі кілька разів, причому один раз доведеться брати участь у гонці на цьому самому джипі. Управління дуже просте. Використання: їзда.
- «Самокат» — доступний тільки Коко, та й з'являється один раз за гру. Використання: їзда.
- «Сноуборд» — так само як і самокат з'являється один раз і так само належить Коко. Використання: їзда.
- «Підводний човен» — належить креш. Кілька модифікована Jet-Sub з Crash Bandicoot 3: Warped. Використання: плавання.
- «Робо-скафандр» — винахід, який також використовується в битві проти вогняного Кранч. Використання: ходьба, обстріл ворогів.
- «Куля» — винахід, в якому потрібно котитися і збирати ящики і вумпа-фрукти. Використання: рух.
- «Вагонетка» — транспорт, який раніше використовували на рудниках для перевезення вугілля, золота і т. ін. Так само, як і джип, бере участь у перегонах. Використання: їзда.